# Cromlechs de Lous Couraus
Les cromlechs de Lous Couraus sont 16 cromlechs situés sur le plateau du Bénou, dans les Pyrénées béarnaises en vallée d'Ossau, surplombant la commune de Bilhères, dans les Pyrénées-Atlantiques. D'autres cercles de pierres se trouvent dans la vallée d'Ossau à toutes les altitudes, où se rencontrent aujourd'hui des pâturages, comme à Aste-Béon et sur la commune de Laruns.

## Présentation
Ils sont remarqués en 1843 dans un rapport par M. Badé.
Ils ont été construits de façon systématique sur des mamelons, des replats à partir desquels on a une vue remarquable sur le pic du Midi d'Ossau. Leur emplacement a été soigneusement choisi en position dominante.

## Caractéristiques morphologiques
Selon Claude Blanc, sur un total de 85 cercles étudiés en vallée d'Ossau, sans tenir compte des alignements elliptiques, on constate que les groupes important sont centrés autour des valeurs de diamètre 3,5 à 4 mètres et de 5,5 à 6 mètres. On trouve aussi des cercles plus petits de 2,5 à 3 mètres et un nombre restreint de cercles nettement plus grands de 10 à 11 mètres. Le cercle Violaine du vallon de Soussouéou en vallée d'Ossau est un bon exemple de ces cercles géants.

## Utilisation
Les interventions archéologiques ont été peu nombreuses dans la vallée d'Ossau et les fouilles de cercles de pierres pratiquées en Béarn apportent peu d'informations sur la finalité de ces monuments. La quasi absence d'ossements humains exclut de les considérer comme des sépultures. Il faut donc songer à d'autres utilisations, cultuelles par exemple. Leurs positions prouvent qu'ils ont été soigneusement pensés.

## Datations
La question des périodes de construction de ces monuments s'étale sur plusieurs siècles dans la vallée d'Ossau depuis la protohistoire avec des réutilisations plus tardives au néolithique, à l'âge du bronze puis du fer.
Selon l'avis de Claude Blanc : « ces édifications ont sûrement été étalées sur plusieurs siècles. Les armatures de flèche à tranchant transversal mises au jour en fouilles […] datables du Néolithique final, évoquent des périodes reculées de la Protohistoire. […] Il semble plus logique […] d'envisager des réutilisations aux âges du Fer, de monuments plus anciennement construits, comme c'est le cas de façon systématique pour les tumulus de plaine ».
Concernant l'anthropisation primitive de la vallée, selon Claude Blanc : « la vallée d'Ossau est une des plus riches en vestiges protohistoriques des Pyrénées occidentales françaises ». En 2000, il comptabilise 223 monuments, dont 7 dolmens, 110 cercles de pierres, 70 tumulus, 9 tumulus-cercles, 7 constructions circulaires, 2 monolithes, 16 affûtoirs et 2 pétroglyphes. De plus, 11 grottes sépulcrales ont été découvertes et fouillées.